# Paul Le Flem

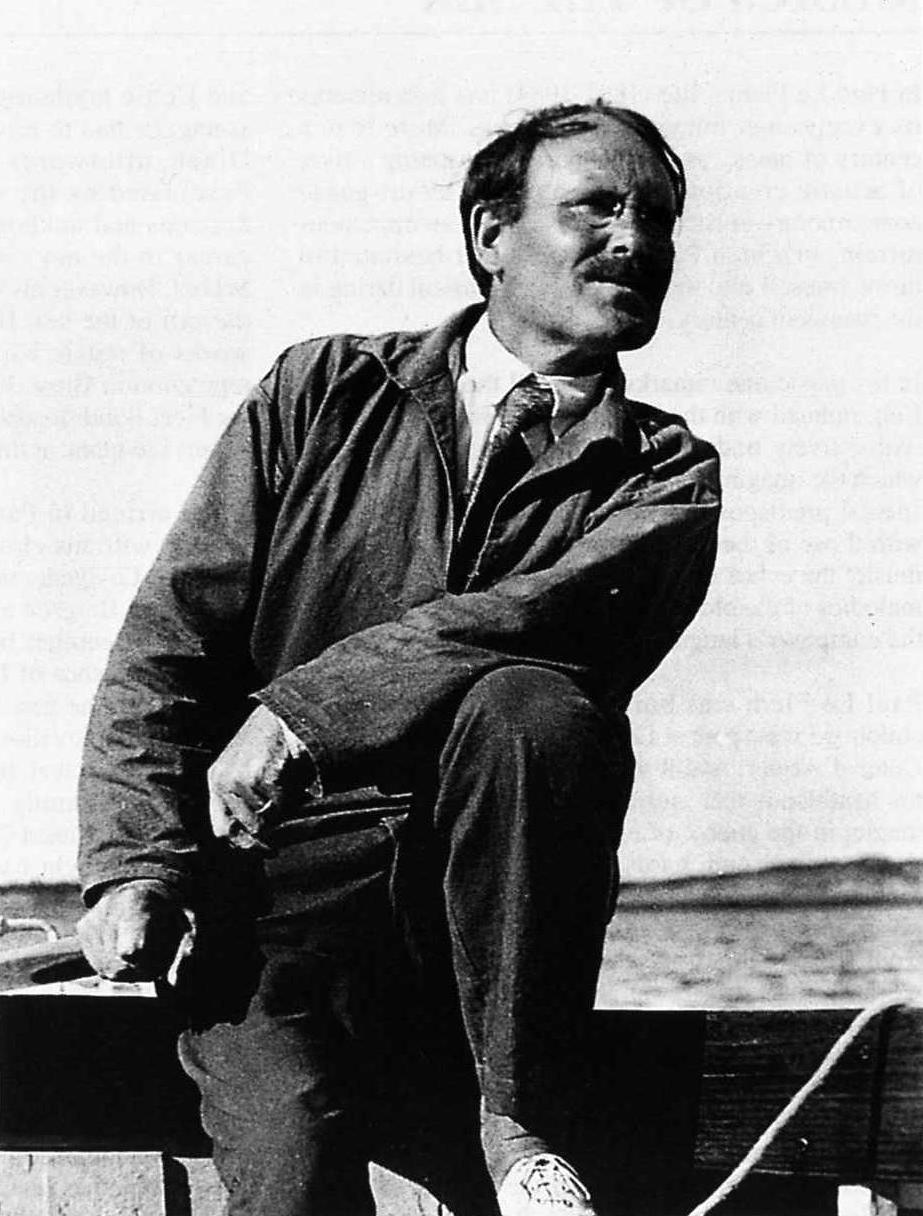
-Paul Le Flem (18 de marzo de 1881 - 31 de julio de 1984)

Paul Le Flem (18 de marzo de 1881 - 31 de julio de 1984) fue un compositor y crítico musical francés.

## Biografía
Nacido en Radon, vivió la mayor parte de su vida en Lezardrieux. Le Flem estudió en la Schola Cantorum de Vincent d'Indy y Albert Roussel, para luego enseñar en el mismo lugar, donde sus alumnos Erik Satie y André Jolivet. Su música está muy influenciada por el paisaje de su Bretaña natal.
Antes de la Primera Guerra Mundial, Le Flem produjo varias obras importantes, entre ellos su Primera Sinfonía, una Fantasía para piano y orquesta y una ópera. La guerra puso fin temporalmente a sus actividades de composición y en sus secuelas se dedicó a la crítica musical y Dirección Coral. Escribió numerosos artículos para el periódico Comoedia.
En 1938, comenzó a componer de nuevo. Tres sinfonías adicionales y una segunda ópera siguieron antes de que finalmente se viera obligado a renunciar a la composición en 1976, a la edad de 95, debido a la ceguera. Murió el 31 de julio de 1984 en la edad de 103 años.
Algunas de sus obras dramáticas son las óperas Le rossignol de St-Malo (El ruiseñor de St Malo) y La magicienne de la mer (El Mago del Mar), así como una versión de la fábula-chante Aucassin et Nicolette. Para los Muertos y Los siete trozos de los niños, escritos originalmente en 1912, fueron orquestados algunos años más tarde. Dos de los hijos del compositor murieron jóvenes, y por los muertos está dedicado a su memoria. Además de sus sinfonías, Le Flem escribió música orquestal evocadora como en Mer (en el mar) y La voix du large (La voz del mar abierto). Le Flem también compuso la música para el cortometraje de Jean Tedesco El Gran Jardinero de Francia en 1942.

## Vida personal
Paul Le Flem, con su esposa, Jeanne fueron abuelos de la actriz Marika Verde y bisabuelo de la actriz Eva Green por su hija, Jeanne, que se casó con el periodista sueco Lennart Verde. [1] [2] [3]

## Otras lecturas
Gonin, Philippe (1998) Vie et œuvre de Paul Le Flem (Université de Lyon II).